# 3D Warehouse
3D Warehouse ist eine vom US-amerikanischen Unternehmen Trimble (Unternehmen) angebotene Online-Plattform, auf der Modellierer 3D-Modelle im SketchUp-Format hochladen, herunterladen und teilen können. Der Zugriff ist über einen Browser oder über die hauseigene Software SketchUp möglich.

## Funktionen
Die Webpräsenz erlaubt es den Nutzern, das Online-Archiv nach Modellsammlungen oder einzelnen Modellen zu durchsuchen. Alle Modelle lassen sich online als 3D-Ansicht im Browser betrachten und, sofern der Ersteller der Modelle dies erlaubt, auch herunterladen. Dem Nutzer ist es aus der 3D-Galerie direkt möglich, Links zu einem Modell über diverse soziale Netzwerke wie Facebook und Twitter zu teilen.
Als registrierter Benutzer stehen einem folgende Funktionen zur Verfügung:
- Hochladen von Modellen im SKP- oder KMZ-Format
- Organisieren von Modellen in eigenen auch privaten Sammlungen.
- Zusammenarbeit von mehreren Personen an einem Modell
- Bei aktiviertem Protokoll lässt sich der Versionsverlauf eines Modells verfolgen
- Aufrufstatistiken eines Modells verfolgen

## Modellkategorien
Die Modelle in der 3D-Galerie kann man grundsätzlich in drei verschiedene Typen unterteilen:
Georeferenzierte Modelle
Diese Modelle von realen Gebäuden wurden entweder mit Google SketchUp erstellt und mit ihren Koordinaten auf Google Earth platziert, oder wurden mit Hilfe des Gebäude-Erstellungstools angefertigt.
Nicht georeferenzierte Modelle
Darunter fallen alle mit SketchUp erstellten Modelle, die nicht für die 3D-Ebene in Google Earth gedacht sind.
Dynamische Komponenten
Bei Dynamischen Komponenten handelt es sich um Modelle, wie zum Beispiel Schränke, die durch Eingabe der benötigten Abmessungen dynamisch angepasst werden können. Daher bieten Produkthersteller oft Modelle ihrer Baukomponenten in der 3D-Galerie in dieser Form an.

## Layout
Beim Start der 3D-Galerie 2006 bestand die Seite lediglich aus einer Suchbox sowie zwei Leisten, in denen die populärsten und kürzlich hochgeladenen Modelle angezeigt wurden. Ein halbes Jahr später konnte man seine Modelle in Sammlungen organisieren und die Webseite wurde um eine Seitenleiste mit hilfreichen Links ergänzt. Ab Ende 2007 wurden auf der Startseite zwei weitere horizontale Leisten eingefügt, welche die vorgestellten Sammlungen als Cover Flow darstellen.